# Wadim Miedwiediew
Wadim Andriejewicz Miedwiediew (ros. Вади́м Андре́евич Медве́дев, ur. 29 marca 1929 we wsi Mochońkowo w guberni jarosławskiej, zm. 11 lipca 2025 w Moskwie) – radziecki ekonomista i działacz partyjny.

## Życiorys
Urodzony w rodzinie chłopskiej, w 1951 ukończył Leningradzki Uniwersytet Państwowy, później pracował jako wykładowca, został doktorem nauk ekonomicznych, następnie profesorem. Od 1952 członek KPZR, 1968–1970 sekretarz Komitetu Miejskiego KPZR w Leningradzie, 1970–1978 zastępca kierownika Wydziału Propagandy KC KPZR, 1978–1983 rektor Akademii Nauk Społecznych przy KC KPZR (obecnie przekształconej w Rosyjską Akademię Gospodarki Narodowej i Administracji Publicznej przy Prezydencie Federacji Rosyjskiej). 1976–1986 członek Centralnej Komisji Rewizyjnej KPZR, 1983–1986 kierownik Wydziału Instytucji Naukowych i Edukacyjnych KC KPZR, od 1984 członek korespondent Akademii Nauk ZSRR, 1986–1990 członek KC KPZR. Od 6 marca 1986 do 13 lipca 1990 sekretarz KC KPZR, 1986-1988 kierownik Wydziału KC ds. Kontaktów z Partiami Komunistycznymi i Robotniczymi Krajów Socjalistycznych, 1988-1990 przewodniczący Komisji Ideologicznej KC KPZR, 1990–1991 członek Rady Prezydenckiej ZSRR, w 1991 doradca Prezydenta ZSRR Michaiła Gorbaczowa. Od 30 września 1988 do 13 lipca 1990 członek Biura Politycznego KC KPZR. Deputowany do Rady Najwyższej ZSRR XI kadencji (1984–1989), deputowany ludowy ZSRR (1989–1991).
Był ostatnim żyjącym członkiem Biura Politycznego KC KPZR.